# 1525
1525 (MDXXV) fue un año común comenzado en domingo del calendario juliano.

## Acontecimientos
- 21 de enero: en la ciudad de Zúrich (Suiza) se funda el movimiento anabaptista suizo cuando Félix Manz, Conrad Grebel, Georg Blaurock y una docena de personas más se bautizan mutuamente en casa de la madre de Manz, rompiendo una tradición milenaria de unión Iglesia-Estado.
- 24 de febrero: en Pavía (Italia), las tropas españolas al mando de Carlos V derrotan a las tropas francesas en la batalla de Pavía y capturan a su rey Francisco I.
- 25 de febrero: en España, Carlos V concede a Villena el título de ciudad.[1]
- 28 de febrero: en México Hernán Cortés asesina a Cuauhtémoc, último emperador azteca.
- 1 de abril: primera fundación de la villa de San Salvador, actual capital de El Salvador.[2]
- 15 de mayo: en la actual Alemania se libra la batalla de Frankenhausen, que pone el punto final a la guerra de los campesinos alemanes en el Sacro Imperio Romano Germánico.
- 13 de junio: en Wittenberg (Alemania), el monje agustino Martín Lutero se casa con la monja Katharina von Bora, rompiendo la norma del celibato, que la Iglesia Católica Romana decretó ―sin basarse en la Biblia― para sacerdotes y monjas. La ceremonia de la boda tendrá lugar dos semanas después. La boda fue celebrada en una ceremonia sencilla, oficiada por Johannes Bugenhagen, un amigo cercano de Lutero y pastor de la iglesia de la ciudad. La pareja vivió en el antiguo monasterio agustino de Wittenberg, que el príncipe elector Federico el Sabio le había regalado a Lutero. Allí criaron a sus seis hijos y dirigieron un hogar que se convirtió en un centro de la reforma protestante.
- 29 de julio: en el actual territorio de Colombia, el «adelantado» sevillano Rodrigo Galván de Bastidas funda la ciudad de Santa Marta.
- 23 de septiembre: Edicto de 1525 contra los alumbrados, dexados e perfectos, promulgado el 23 de septiembre de 1525 por el Inquisidor general don Alonso Manrique.

## Arte y literatura
- Sebastian Münster publica Elia Levita, Grammatica hebraica absolutissima.

## Nacimientos
- 19 de febrero: Carolus Clusius, médico y botánico flamenco (f. 1605).
- Louise Labé, poetisa francesa (f. 1566).
- Pieter Brueghel el Viejo, pintor flamenco (f. 1569).

## Fallecimientos
- 24 de enero: Francesco Franciabigio, pintor italiano (n. 1482).
- 28 de febrero: Cuauhtémoc, último gobernante mexica; asesinado.
- 5 de mayo: Federico III (62), aristócrata sajón (n. 1463).
- 20 de mayo: Alonso Fernández de Lugo, militar español (n. 1456).
- 27 de mayo: Thomas Müntzer, predicador alemán partidario de la Reforma de Lutero (n. 1490).
- 30 de diciembre: Jakob Fugger, el banquero y comerciante más rico y conocido de Europa en su tiempo (n. 1459).
- Huayna Cápac, emperador incaico (n. 1467).
- Juan de Tecto, teólogo y misionero franciscano flamenco (n. 1476).